# Prunus ulei
Prunus ulei är en rosväxtart som beskrevs av Emil Bernhard Koehne. Prunus ulei ingår i släktet prunusar, och familjen rosväxter. Inga underarter finns listade i Catalogue of Life.